# Charles Henry Smith
Charles Henry Smith (* 3. Oktober 1865 in Washington, D.C.; † 11. Juli 1942 in Hollywood) war US-amerikanischer Autor und Schauspieler.

## Leben
Als Drehbuchautor wird er erstmals bei dem Film The Silver Lining aus dem Jahr 1921 angeführt. Später arbeitete an der Geschichte und den Gags für die Buster-Keaton-Filme Battling Butler und The General (beide 1926) mit. Für The General stand er auch in der Rolle des Vaters von Annabelle Lee (Marion Mack) vor der Kamera. Nachdem er noch an einigen Drehbüchern weniger beachteter Filme schrieb, zog sich Smith 1929 aus dem Filmgeschäft zurück. Er war mit Lillian Ashley verheiratet und starb 1942 im Alter von 77 Jahren in Hollywood.